# Shawn Dulohery
Shawn C. Dulohery, ameriški podčastnik in športni strelec, * 4. maj 1965, Kansas City, Montana.
Dement je sodeloval na poletnih olimpijskih igrah leta 2004 (strelstvo, skeet).
Leta 2001 je osvojil svetovno prvenstvo v skeetu.
Je član U.S. Army Marksmanship Unit.